# Blanchs konstsalong

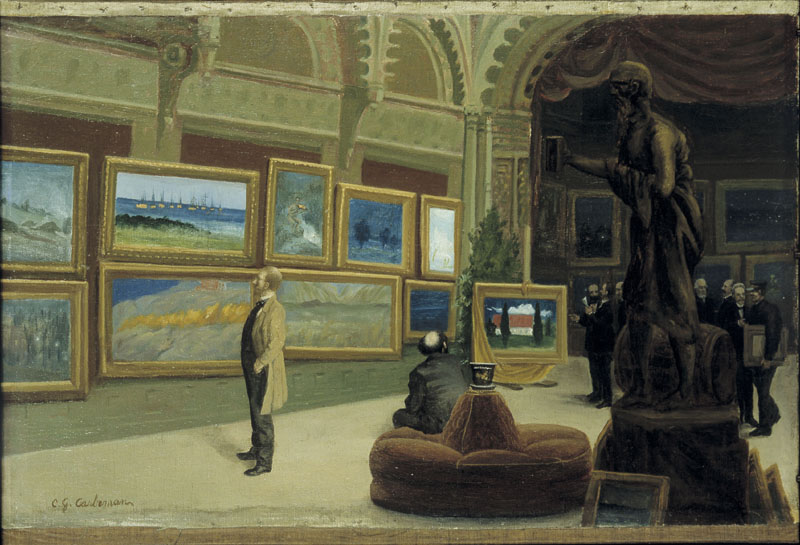
Gustaf Carleman: Blanchs konstsalong

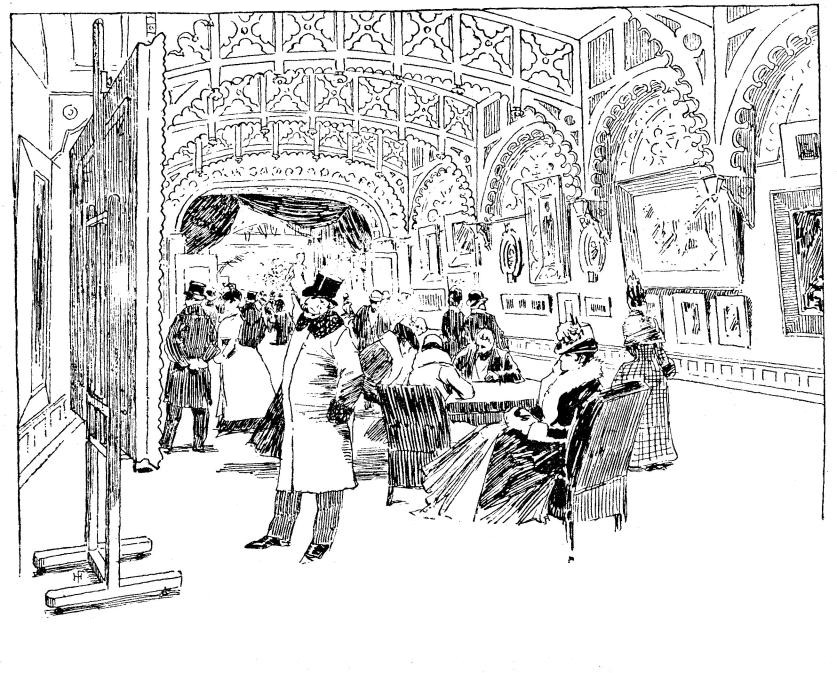
Blanchs konstsalong um 1890

Blanchs konstsalong war eine Kunstgalerie in Stockholm.

## Geschichte
Blanchs konstsalong wurde von dem deutsch-schwedischen Kaffeehausbetreiber Theodor Blanch begründet. Nachdem er bereits in Stockholm mit Blanchs Café einen beliebten Treffpunkt für Literaten und Künstler geschaffen hatte, nutzte er ab 1879 dahinterliegende Räume für sein eigenes Theater, das Blanchs teater. Das vor allem für Gastspiele ausländischer Ensembles genutzte Haus erzielte jedoch finanzielle Verluste, weshalb Blanch das Theater nach wenigen Jahren wieder aufgab. Die aufwendig gestalteten Räumlichkeiten wandelte er 1883 in eine Galerie um, die als Blanchs konstsalong firmierte.
Der gut vernetzte Blanch hatte sich zum Ziel gesetzt, die schwedische Öffentlichkeit mit Werken zeitgenössischer Künstler aus dem In- und Ausland bekannt zu machen. Gleich zu Beginn zeigte er Arbeiten französischer Künstler wie Alphonse de Neuville, William Adolphe Bouguereau und Jean-Léon Gérôme. Hinzu kamen später Werke von Antonio Canova, Mihály von Munkácsy, Hans Makart und Iwan Konstantinowitsch Aiwasowski. Unter den schwedischen Künstler befand sich beispielsweise Julius Kronberg, der sein bekanntes Werk Kleopatras Tod in Blanchs konstsalong zeigte.
1885 fand in Blanchs konstsalong die Ausstellung Från Seinens strand (Vom Strand der Seine) statt, in der Arbeiten schwedischer Maler aus der Künstlerkolonie in Grez-sur-Loing zu sehen waren. Die rund 100 Werke stammten von 18 Künstlern, darunter Carl Larsson, Anders Zorn, Nils Kreuger, Bruno Liljefors, Karl Nordström und Georg Pauli. Ebenfalls 1885 und dann erneut 1886 stellte die Künstlergruppe der Opponenterna in Blanchs konstsalong aus. Diese Gruppe, zu der Maler wie August Hagborg, Per Hasselberg, Gusten Lindberg, Ernst Josephson, Carl Larsson, Eugène Jansson, Richard Bergh, Mauritz Lindström und Georg Pauli gehörten, standen im Gegensatz zur Politik der Königlichen Akademie. Die Akademie wiederum nutzte 1887 ebenfalls Blanchs konstsalong für eine Ausstellung.
Ab 1889 wurden die Räume von Blanchs konstsalong dauerhaft vom Kunstverein Konstnärsförbundet genutzt. Theodor Blanch war danach überwiegend als Kunsthändler tätig und starb 1911. Blanchs konstsalong bestand bis 1915. Danach wurden die Räume wieder in ein Theater umgewandelt, das als Blancheteatern bis in die 1960er Jahre bestand. Das Gebäude wurde danach abgerissen.